# Gettjärnen (Gagnefs socken, Dalarna)
Gettjärnen är en sjö i Gagnefs kommun i Dalarna och ingår i Dalälvens huvudavrinningsområde. Sjön har en area på 0,111 kvadratkilometer och ligger 336,2 meter över havet. Sjön avvattnas av vattendraget Stensarängsb.. Vid provfiske har abborre och gädda fångats i sjön.

## Delavrinningsområde
Gettjärnen ingår i det delavrinningsområde (670881-146206) som SMHI kallar för Utloppet av Gettjärnen. Medelhöjden är 354 meter över havet och ytan är 1,64 kvadratkilometer. Det finns inga avrinningsområden uppströms utan avrinningsområdet är högsta punkten. Stensarängsb. som avvattnar avrinningsområdet har biflödesordning 2, vilket innebär att vattnet flödar genom totalt 2 vattendrag innan det når havet efter 242 kilometer. Avrinningsområdet består mestadels av skog (86 procent). Avrinningsområdet har 0,11 kvadratkilometer vattenytor vilket ger det en sjöprocent på 6,8 procent.